# Nouzonville
Nouzonville település Franciaországban, Ardennes megyében. Lakosainak száma 5548 fő (2022. január 1.). Nouzonville Aiglemont, Bogny-sur-Meuse, Charleville-Mézières, Damouzy, Joigny-sur-Meuse, Montcy-Notre-Dame és Neufmanil községekkel határos.

## Népesség
A település népességének változása:
| Lakosok száma | 7798 | 7355 | 6970 | 6447 | 6214 | 5997 | 5836 | 5689 | 5635 | 5548 |
|               | 1968 | 1982 | 1990 | 2006 | 2013 | 2015 | 2017 | 2019 | 2020 | 2022 |